# Thiếu máu
Thiếu máu (thuật ngữ tiếng Anh, tiếng Tây Ban Nha: anemia, tiếng Pháp: anémie, tiếng Đức: Anämie) là sự giảm số lượng hồng cầu hoặc giảm số lượng huyết sắc tố chức năng ở máu ngoại vi dẫn đến máu giảm khả năng vận chuyển oxy và chất dinh dưỡng để cung cấp cho các mô tế bào trong cơ thể. Một người được coi là thiếu máu khi nồng độ huyết sắc tố trong máu thấp hơn so với người cùng giới, cùng lứa tuổi, cùng một môi trường sống, cũng như thấp hơn so với nồng độ sinh lý bình thường ở người đó. Hội chứng thiếu máu gồm nhiều triệu chứng do cơ chế sinh bệnh học thiếu máu gây ra. Có rất nhiều nguyên nhân dẫn tới thiếu máu, do đó điều trị thiếu máu khác nhau tuy thuộc nguyên nhân.

## Các chỉ số đánh giá sự thiếu máu
- Chỉ số nhiễm sắc: đánh giá bằng tỷ lệ giữa số lượng Hemoglobin trên số lượng hồng cầu của người bị bệnh so với người bình thường. Trị số này bình thường vào khoảng 0,85-1,15. Nếu nằm trong khoảng giá trị bình thường là đẳng sắc, nhỏ hơn 0,85 là nhược sắc và lớn hơn 1,15 là ưu sắc.
- Chỉ số MCV: chỉ số thể tích hồng cầu trung bình. Giá trị bình thường nằm trong khoảng 80-105. Nếu nhỏ hơn 80 là hồng cầu nhỏ, lớn hơn 105 là hồng cầu to.[2]
- Chỉ số MCH: chỉ số tổng lượng hemoglobin trung bình trong hồng cầu. Giá trị bình thường vào khoảng 27-32. Nếu nhỏ hơn 27 là nhược sắc, lớn hơn 32 là ưu sắc.
- Chỉ số MCHC: chỉ số tỷ lệ hemoglobin trung bình trong hồng cầu. Giá trị bình thường vào khoảng 30-35.[3]

## Phân loại
Có nhiều cách phân loại các trường hợp thiếu máu, chủ yếu phụ thuộc vào nguyên nhân gây bệnh

### Do chảy máu

#### Chảy máu cấp
- Do xuất huyết sau chấn thương, bỏng, xuất huyết tiêu hóa,... làm mất một lượng máu ra khỏi cơ thể trong thời gian ngắn. Nếu lượng máu mất vượt quá 40% thể tích tuần hòa sẽ dẫn tới sốc mất máu. Thiếu máu do chảy máu cấp là thiếu máu đẳng sắc và đẳng bào.

#### Chảy máu mạn
- Do rong kinh, rong huyết, trĩ, xuất huyết dưới da,... lâu ngày dẫn đến sụt giảm lượng Hemoglobin chức năng trong cơ thể. Đặc điểm của loại thiếu máu này gồm:

+ Thiếu máu nhược sắc hồng cầu nhỏ.
+ Các tế bào hồng cầu đa hình dạng, đa kích thước, đa màu sắc.
+ Có sự sụt giảm sắt huyết thanh.

### Do tán huyết

#### Rối loạn màng hồng cầu
- Bệnh hồng cầu hình cầu: hồng cầu lúc này mất hình dạng đĩa lõm hai mặt vốn có, thể tích không đổi nhưng kích thước giảm, màng hồng cầu tăng thẳm thấu đối với Na+ nên khi thiếu ATP, hồng cầu sẽ bị kéo nước thẩm thấu, phình to và dễ vỡ. Ngoài ra, sự tác động của Ca++ đối với các protein trên màng làm màng bị nhám và dễ bị lách bắt giữ và tiêu hủy. Xem xét trên phết máu ngoại vi, hồng cầu trông nhỏ hơn, mất vùng nhạt màu ở trung tâm.
- Bệnh hemoglobin niệu về đêm: trong lúc ngủ, hô hấp giảm xuống làm ứ đọng CO2 gây toan hô hấp. Môi trường toan hóa đã hoạt hóa màng hồng cầu làm nó trở nên nhạy cảm với bổ thể C3b. Bổ thể này được hoạt hóa theo con đường tắc và trực tiếp ly giải màng hồng cầu.

#### Rối loạn gen tổng hợp
- Bệnh ∝-thalassemie: không tổng hợp được hoàn toàn hoặc một phần chuỗi globin ∝ dẫn tới hồng cầu dễ vỡ, khả năng vận chuyển oxy kém. Thường gặp thể HbH (4β), thể Hb Bart (4ɣ).
- Bệnh β- thalassemie: không tổng hợp được chuỗi β-globin, dẫn tới Hội chứng Mông Cổ với trán dồ, mắt sệt, hồng cầu hình bia và tán huyết.[4]
- Bệnh hồng cầu hình liềm: amino acid thứ 6 trong chuỗi protein quy định cấu trúc của hồng cầu bị đổi từ glutamin thành valin. Hồng cầu giảm khả năng vận chuyển oxy và dễ vỡ trong môi trường thiếu oxy, dễ gây tắc mạch do ứ đọng xác hồng cầu.
- Sự thiếu hụt các men tổng hợp hồng cầu như G6PD, pyruvat kinase,... làm hồng cầu thiếu ATP, dễ vỡ trong môi trường thiếu oxy.

#### Các nguyên nhân bên ngoài
- Sự nhiễm trùng, nhiễm độc, tác nhân cơ học, truyền nhầm nhóm máu đều gây ra tán huyết với đặc điểm thiếu máu đăng sắc, đẳng bào, sắt huyết thanh tăng, có triệu chứng vàng da nhẹ,...

### Do giảm sản sinh hồng cầu

#### Suy giảm về số lượng
- Giảm sản sinh hồng cầu do suy tủy, cốt hóa tủy xương, bệnh thận,... Thường giảm cùng lúc cả ba loại tế bào máu.

#### Suy giảm về chất lượng
- Do giảm tổng hợp DNA dẫn tới giảm số lần phân bào, hồng cầu to và ưu sắc. Gặp trong thiếu máu ác tính do thiếu vitamin B12 hay thiếu máu giả ác tính trong thiếu acid folic.
- Do giảm tổng hợp Hb làm hồng cầu phải phân chia nhiều lần hơn bình thường để đảm bảo tỷ lệ Hb trong hồng cầu, dẫn tới thiếu máu nhược sắc hồng cầu nhỏ.

## Các biện pháp thích nghi của cơ thể khi thiếu máu
- Phân bố lại máu: co mạch ngoại vi, dồn máu về để nuôi các tạng quan trọng ở trung tâm
- Tăng hô hấp: thở nhanh và sâu để cung cấp thêm oxy cho tổ chức
- Tăng tuần hoàn: tăng nhịp để tăng cung lượng tim
- Giảm ái lực của Hb với oxy tại mô: do môi trường toan hóa vì tích acid lactic sinh ra trong các chuyển hóa yếm khí và sự kích thích sản sinh 2,3-GPD của hồng cầu làm giảm ái lực của Hb với oxy tại mô.
- Tăng sử dụng oxy tại mô
- Tăng sinh hồng cầu ở tủy xương

|                                      |                                      | | | | | | |                                          |                                          |                                                                                        |                                                                                        |                                                                                        |                                                                                        |                                                                                        |                                                                                        | Thiếu máu |  | | | | | | | | | | |  |  |  |  |  |  |  |  |  |  |  |  |  |  |  |  |  |  |  |  |  |  |  |  |
|                                      |                                      | | | | | | |                                          |                                          |                                                                                        |                                                                                        |                                                                                        |                                                                                        |                                                                                        |                                                                                        |           |  | | | | | | | | | | |  |  |  |  |  |  |  |  |  |  |  |  |  |  |  |  |  |  |  |  |  |  |  |  |
|                                      |                                      | | | | | | |                                          |                                          |                                                                                        |                                                                                        |                                                                                        |                                                                                        |                                                                                        |                                                                                        |           |  | | | | | | | | | | |  |  |  |  |  |  |  |  |  |  |  |  |  |  |  |  |  |  |  |  |  |  |  |  |
|                                      |                                      | | | | | | |                                          |                                          | Chỉ số sản xuất hồng cầu non không đủ so với mức thiếu máu                             | Chỉ số sản xuất hồng cầu non không đủ so với mức thiếu máu                             | Chỉ số sản xuất hồng cầu non không đủ so với mức thiếu máu                             | Chỉ số sản xuất hồng cầu non không đủ so với mức thiếu máu                             | Chỉ số sản xuất hồng cầu non không đủ so với mức thiếu máu                             | Chỉ số sản xuất hồng cầu non không đủ so với mức thiếu máu                             |           |  | | | | | Chỉ số sản xuất hồng cầu non thích hợp với mức thiếu máu Lý do: Đang bị mất máu hay máu bị huỷ hoại                | Chỉ số sản xuất hồng cầu non thích hợp với mức thiếu máu Lý do: Đang bị mất máu hay máu bị huỷ hoại                | Chỉ số sản xuất hồng cầu non thích hợp với mức thiếu máu Lý do: Đang bị mất máu hay máu bị huỷ hoại | Chỉ số sản xuất hồng cầu non thích hợp với mức thiếu máu Lý do: Đang bị mất máu hay máu bị huỷ hoại | Chỉ số sản xuất hồng cầu non thích hợp với mức thiếu máu Lý do: Đang bị mất máu hay máu bị huỷ hoại | Chỉ số sản xuất hồng cầu non thích hợp với mức thiếu máu Lý do: Đang bị mất máu hay máu bị huỷ hoại |  |  |  |  |  |  |  |  |  |  |  |  |  |  |  |  |  |  |  |  |  |  |  |  |
|                                      |                                      | | | | | | |                                          |                                          | Chỉ số sản xuất hồng cầu non không đủ so với mức thiếu máu                             | Chỉ số sản xuất hồng cầu non không đủ so với mức thiếu máu                             | Chỉ số sản xuất hồng cầu non không đủ so với mức thiếu máu                             | Chỉ số sản xuất hồng cầu non không đủ so với mức thiếu máu                             | Chỉ số sản xuất hồng cầu non không đủ so với mức thiếu máu                             | Chỉ số sản xuất hồng cầu non không đủ so với mức thiếu máu                             |           |  | | | | | Chỉ số sản xuất hồng cầu non thích hợp với mức thiếu máu Lý do: Đang bị mất máu hay máu bị huỷ hoại                | Chỉ số sản xuất hồng cầu non thích hợp với mức thiếu máu Lý do: Đang bị mất máu hay máu bị huỷ hoại                | Chỉ số sản xuất hồng cầu non thích hợp với mức thiếu máu Lý do: Đang bị mất máu hay máu bị huỷ hoại | Chỉ số sản xuất hồng cầu non thích hợp với mức thiếu máu Lý do: Đang bị mất máu hay máu bị huỷ hoại | Chỉ số sản xuất hồng cầu non thích hợp với mức thiếu máu Lý do: Đang bị mất máu hay máu bị huỷ hoại | Chỉ số sản xuất hồng cầu non thích hợp với mức thiếu máu Lý do: Đang bị mất máu hay máu bị huỷ hoại |  |  |  |  |  |  |  |  |  |  |  |  |  |  |  |  |  |  |  |  |  |  |  |  |
|                                      |                                      | | | | | | |                                          |                                          |                                                                                        |                                                                                        |                                                                                        |                                                                                        |                                                                                        |                                                                                        |           |  | | | | | | | | | | |  |  |  |  |  |  |  |  |  |  |  |  |  |  |  |  |  |  |  |  |  |  |  |  |
|                                      |                                      | Không có triệu chứng bị mất máu hay máu bị huỷ hoại Lý do: Hoàn toàn do rối loạn của sản xuất máu. | Không có triệu chứng bị mất máu hay máu bị huỷ hoại Lý do: Hoàn toàn do rối loạn của sản xuất máu. | Không có triệu chứng bị mất máu hay máu bị huỷ hoại Lý do: Hoàn toàn do rối loạn của sản xuất máu. | Không có triệu chứng bị mất máu hay máu bị huỷ hoại Lý do: Hoàn toàn do rối loạn của sản xuất máu. | Không có triệu chứng bị mất máu hay máu bị huỷ hoại Lý do: Hoàn toàn do rối loạn của sản xuất máu. | Không có triệu chứng bị mất máu hay máu bị huỷ hoại Lý do: Hoàn toàn do rối loạn của sản xuất máu. |                                          |                                          | Triệu chứng bị mất máu và MCV bất thường Lý do: Vừa bị yếu sản xuất cộng thêm mất máu. | Triệu chứng bị mất máu và MCV bất thường Lý do: Vừa bị yếu sản xuất cộng thêm mất máu. | Triệu chứng bị mất máu và MCV bất thường Lý do: Vừa bị yếu sản xuất cộng thêm mất máu. | Triệu chứng bị mất máu và MCV bất thường Lý do: Vừa bị yếu sản xuất cộng thêm mất máu. | Triệu chứng bị mất máu và MCV bất thường Lý do: Vừa bị yếu sản xuất cộng thêm mất máu. | Triệu chứng bị mất máu và MCV bất thường Lý do: Vừa bị yếu sản xuất cộng thêm mất máu. |           |  | Triệu chứng bị mất máu và MCV bình thường Lý do: Mất máu quá cấp tính và quá nhiều Tuỷ không đủ khả năng phục hồi. | Triệu chứng bị mất máu và MCV bình thường Lý do: Mất máu quá cấp tính và quá nhiều Tuỷ không đủ khả năng phục hồi. | Triệu chứng bị mất máu và MCV bình thường Lý do: Mất máu quá cấp tính và quá nhiều Tuỷ không đủ khả năng phục hồi. | Triệu chứng bị mất máu và MCV bình thường Lý do: Mất máu quá cấp tính và quá nhiều Tuỷ không đủ khả năng phục hồi. | Triệu chứng bị mất máu và MCV bình thường Lý do: Mất máu quá cấp tính và quá nhiều Tuỷ không đủ khả năng phục hồi. | Triệu chứng bị mất máu và MCV bình thường Lý do: Mất máu quá cấp tính và quá nhiều Tuỷ không đủ khả năng phục hồi. | | | | |  |  |  |  |  |  |  |  |  |  |  |  |  |  |  |  |  |  |  |  |  |  |  |  |
|                                      |                                      | Không có triệu chứng bị mất máu hay máu bị huỷ hoại Lý do: Hoàn toàn do rối loạn của sản xuất máu. | Không có triệu chứng bị mất máu hay máu bị huỷ hoại Lý do: Hoàn toàn do rối loạn của sản xuất máu. | Không có triệu chứng bị mất máu hay máu bị huỷ hoại Lý do: Hoàn toàn do rối loạn của sản xuất máu. | Không có triệu chứng bị mất máu hay máu bị huỷ hoại Lý do: Hoàn toàn do rối loạn của sản xuất máu. | Không có triệu chứng bị mất máu hay máu bị huỷ hoại Lý do: Hoàn toàn do rối loạn của sản xuất máu. | Không có triệu chứng bị mất máu hay máu bị huỷ hoại Lý do: Hoàn toàn do rối loạn của sản xuất máu. |                                          |                                          | Triệu chứng bị mất máu và MCV bất thường Lý do: Vừa bị yếu sản xuất cộng thêm mất máu. | Triệu chứng bị mất máu và MCV bất thường Lý do: Vừa bị yếu sản xuất cộng thêm mất máu. | Triệu chứng bị mất máu và MCV bất thường Lý do: Vừa bị yếu sản xuất cộng thêm mất máu. | Triệu chứng bị mất máu và MCV bất thường Lý do: Vừa bị yếu sản xuất cộng thêm mất máu. | Triệu chứng bị mất máu và MCV bất thường Lý do: Vừa bị yếu sản xuất cộng thêm mất máu. | Triệu chứng bị mất máu và MCV bất thường Lý do: Vừa bị yếu sản xuất cộng thêm mất máu. |           |  | Triệu chứng bị mất máu và MCV bình thường Lý do: Mất máu quá cấp tính và quá nhiều Tuỷ không đủ khả năng phục hồi. | Triệu chứng bị mất máu và MCV bình thường Lý do: Mất máu quá cấp tính và quá nhiều Tuỷ không đủ khả năng phục hồi. | Triệu chứng bị mất máu và MCV bình thường Lý do: Mất máu quá cấp tính và quá nhiều Tuỷ không đủ khả năng phục hồi. | Triệu chứng bị mất máu và MCV bình thường Lý do: Mất máu quá cấp tính và quá nhiều Tuỷ không đủ khả năng phục hồi. | Triệu chứng bị mất máu và MCV bình thường Lý do: Mất máu quá cấp tính và quá nhiều Tuỷ không đủ khả năng phục hồi. | Triệu chứng bị mất máu và MCV bình thường Lý do: Mất máu quá cấp tính và quá nhiều Tuỷ không đủ khả năng phục hồi. | | | | |  |  |  |  |  |  |  |  |  |  |  |  |  |  |  |  |  |  |  |  |  |  |  |  |
|                                      |                                      | | | | | | |                                          |                                          |                                                                                        |                                                                                        |                                                                                        |                                                                                        |                                                                                        |                                                                                        |           |  | | | | | | | | | | |  |  |  |  |  |  |  |  |  |  |  |  |  |  |  |  |  |  |  |  |  |  |  |  |
| Thiếu máu với hồng cầu lớn (MCV>100) | Thiếu máu với hồng cầu lớn (MCV>100) | Thiếu máu với hồng cầu lớn (MCV>100)                                                               | Thiếu máu với hồng cầu lớn (MCV>100)                                                               | Thiếu máu với hồng cầu lớn (MCV>100)                                                               | Thiếu máu với hồng cầu lớn (MCV>100)                                                               | | | Thiếu máu với hồng cầu bình (80<MCV<100) | Thiếu máu với hồng cầu bình (80<MCV<100) | Thiếu máu với hồng cầu bình (80<MCV<100)                                               | Thiếu máu với hồng cầu bình (80<MCV<100)                                               | Thiếu máu với hồng cầu bình (80<MCV<100)                                               | Thiếu máu với hồng cầu bình (80<MCV<100)                                               |                                                                                        |                                                                                        |           |  | Thiếu máu với hồng cầu nhỏ (MCV<80)                                                                                | Thiếu máu với hồng cầu nhỏ (MCV<80)                                                                                | Thiếu máu với hồng cầu nhỏ (MCV<80)                                                                                | Thiếu máu với hồng cầu nhỏ (MCV<80)                                                                                | Thiếu máu với hồng cầu nhỏ (MCV<80)                                                                                | Thiếu máu với hồng cầu nhỏ (MCV<80)                                                                                | | | | |  |  |  |  |  |  |  |  |  |  |  |  |  |  |  |  |  |  |  |  |  |  |  |  |

Xem thêm: Chi tiết về Công thức máu